# Шабанов, Али Шабанович
Али Шабанович Шабанов (род. 25 августа 1989 года, Кизилюрт, Дагестанская АССР, РСФСР, СССР) — белорусский борец вольного стиля, многократный призёр чемпионатов мира и Европы. По национальности — аварец.

## Биография
Родился в 1989 году в Кизилюрте (Дагестан, РСФСР, СССР), выступает за Белоруссию. В 2011 году занял 5-е место чемпионата Европы и 12-е место чемпионата мира. В 2012 году принял участие в Олимпийских играх в Лондоне, но там оказался 10-м. В 2013 году стал бронзовым призёром чемпионата мира, а на чемпионате Европы оказался 9-м. В 2014 году вновь стал бронзовым призёром чемпионата мира, а на чемпионате Европы был 5-м.
В 2015 году на Европейских играх занял 5-е место. На Чемпионате мира 2017 года завоевал бронзовую медаль. В схватке за награду атлет оказался сильнее спортсмена из Узбекистана Бекзода Абдурахманова.
В 2019 году на Европейских играх завоевал серебряную медаль. В поединке за золотую медаль борец встретился с россиянином Дауреном Куруглиевым, уступив оппоненту со счетом 2:3.
В 2021 году принял участие в европейских квалификационных соревнованиях, по результатам которых завоевал олимпийскую лицензию. В Токио уступил в первом круге американцу Дэвиду Моррису Тейлору (0:11), но так как борец из США впоследствии вышел в финал, Али получил возможность продолжить борьбу за бронзовую медаль через утешительный раунд. Однако в поединке против Майлза Назема Амина из Сан-Марино Шабанов уступил со счетом 0:2, тем самым завершив выступление на Олимпиаде.

## Политические взгляды
Подписал открытое письмо спортивных деятелей страны, выступающих за действующую власть Беларуси после жестких подавлений народных протестов в 2020 году.